# Prepona deiphile
Prepona deiphile är en fjärilsart som beskrevs av Jean Baptiste Godart 1824. Prepona deiphile ingår i släktet Prepona och familjen praktfjärilar. Inga underarter finns listade i Catalogue of Life.

## Bildgalleri

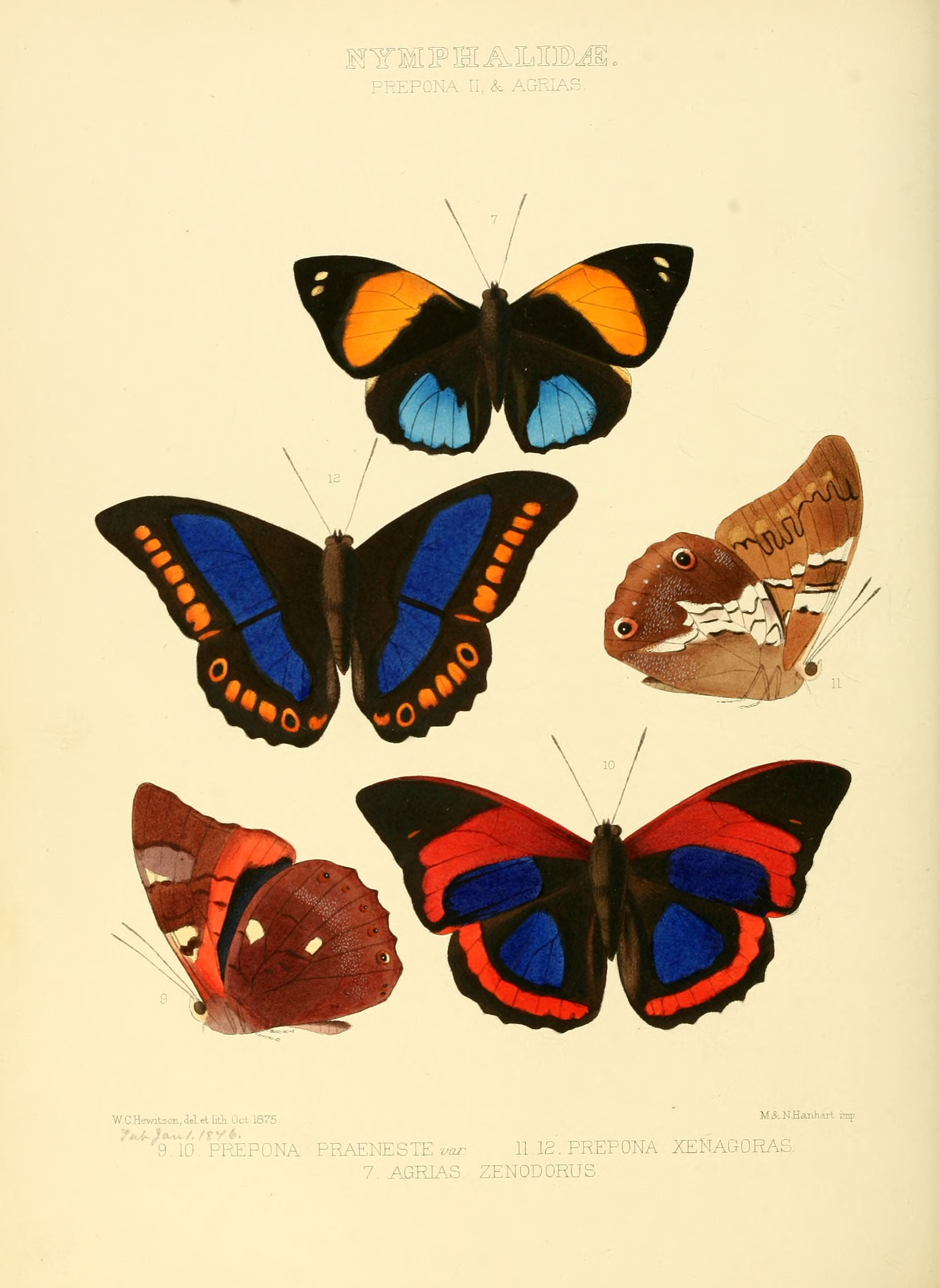